# The Creation of the Universe
The Creation of the Universe je koncertní album amerického uskupení Metal Machine Trio, vydané v roce 2008.

## Seznam skladeb
| Pořadí         | Název          | Délka  |
| -------------- | -------------- | ------ |
| 1.             | Night 1        | 55:49  |
| 2.             | Night 2        | 54:57  |
| Celková délka: | Celková délka: | 110:46 |

## Obsazení
- Lou Reed - kytara
- Ulrich Krieger - tenor saxofon
- Sarth Calhoun